# Плезантон (Калифорния)
Плезантон (англ. Pleasanton) — город в округе Аламида, штат Калифорния, США. Плезантон расположен около 40 км к востоку от Окленда и 9 км к западу от Ливермора. Население на июль 2007 — 66 544. Назван в честь генерала времен гражданской войны, Альфреда Плезантона.

## История
Окрестности современного города были местом постоянного проживания индейцев в течение последних 4000 лет. 11 июля 1797 года испанцы основали поблизости миссию Святого Хосе и территория города служила местом выпаса скота. Во время Золотой лихорадки в 1850-х годах город был типичным образцом Дикого запада, с постоянной стрельбой и бандитами. В 1950-х годах через город прошли две крупные автомобильные дороги, которые преобразили город. Попав в зону влияния Сан-Франциско и Сан-Хосе город стал быстро расти и развиваться.

## География и климат
Город расположен в долине. Климат сухой, солнечный и жаркий летом, дождливый зимой.

## Демография
На 2000-й год в городе проживало 78,44 % белого населения, 3,38 % афроамериканцев, 0,33 % индейцев, 10,69 % выходцев из стран Азии, а также представители других рас.

## Культура
В городе большое количество парков. Ежегодно в одном из них проводятся постановки пьес Шекспира, фестиваль так и называется — «Шекспир в Парке».
В округе расположена площадка ярмарки округа Аламида, проводящаяся ежегодно в середине лета. В восточной части города расположен региональный парк Шедоу-Клифс.

## Экономика
В Плезантоне находится штаб квартира Safeway, а также офисы Oracle, Kaiser Permanente и многих других компаний.

## Города-побратимы
- Блэргоури и Рэттрей (англ. Blairgowrie and Rattray), Шотландия
- Фергус (англ. Fergus), Канада
- Тулансинго, (исп. Tulancingo), Мексика

## Инфраструктура
Плезантон расположен на пересечении двух автомагистралей I-580 и I-680, обозначающий торговый перекресток, образовавшийся на этом месте ещё во времена проживания индейцев. Этот исторический факт был обнаружен при строительстве Хасиенда бизнес-парка, когда на свет были извлечены человеческие останки и другие артефакты того времени.
В Плезантоне расположен восточный терминал BART — системы метрополитена, обслуживающей область залива Сан-Франциско. Система городского автобусного сообщения The Wheels имеет множество маршрутов в городе.